# Christian Friedrich Brühne
Christian Friedrich Brühne (* 16. Mai 1830 in Adorf; † 15. Januar 1896 ebenda) war ein deutscher Landwirt und Politiker.
Brühne war der Sohn des Landwirts Christian Friedrich Brühne und dessen Ehefrau Johannette Katharine Friederike geborene Reuter verw. Klaus. Er heiratete am 8. August 1852 in erster Ehe Louise Bangert (1833–1859) aus Adorf. Am 24. November 1861 heiratete er in zweiter Ehe Christine Nebe (1838–1872) aus Helmscheid und am 8. Februar 1874 in dritter Ehe Louise Bornemann (1850–1927) aus Adorf. Er war Landwirt in Adorf und dort von 1867 bis 1889 Bürgermeister. Vom 12. September 1871 bis 1884 gehörte er dem Landtag des Fürstentums Waldeck-Pyrmont an.